# Biñan
Biñan City (Tagalog: Lungsod ng Biñan) ist eine philippinische Component City in der Provinz Laguna, in der Verwaltungsregion IV, Calabarzon. Sie hat 333.028 Einwohner (Zensus 1. August 2015), die in 24 Barangays lebten. Sie wird als Gemeinde der ersten Einkommensklasse in den Philippinen und als hoch urbanisiert eingestuft. Biñan City wurde bereits 1571 von Juan de Salcedo gegründet, nur einen Monat nach der Gründung von Manila durch Miguel López de Legazpi.

## Geographie
Biñan City liegt im Nordwesten der Provinz Laguna, am größten Süßwassersee der Philippinen, dem Laguna de Bay. Die Nachbargemeinden sind San Pedro im Nordwesten, Santa Rosa City im Süden, Carmona und General Mariano Alvarez im Westen. Die Topographie der Stadt ist gekennzeichnet durch ausgedehnte Flachländer, die über 86 % der Stadtfläche einnehmen. Die Großstadt liegt ca. 40 km südlich der Hauptstadtregion Metro Manila und ist über den South Luzon Expressway erreichbar. Seit 2010 besteht auch eine Zugverbindung zum Hauptbahnhof Tutuban in Manila, sie wird von der Philippine National Railways angeboten.

## Klima
Das Klima von Biñan City ist gekennzeichnet durch eine Trennung in eine Trocken- und Regensaison. Die Trockenzeit beginnt im November und endet im April, der Rest des Jahres wird gekennzeichnet durch regelmäßige Niederschläge, die am stärksten im Juni und Juli ausfallen.
Biñan City liegt innerhalb des philippinischen Taifungürtels, wird aber durch die hohen Gebirgszüge der Sierra Madre geschützt.

## Baranggays
| - Biñan - Bungahan - Santo Tomas (Calabuso) - Canlalay - Casile - Dela Paz - Ganado - San Francisco (Halang) | - Langkiwa - Loma - Malaban - Malamig - Mamplasan - Platero - Poblacion (City Proper) - Santo Niño (San Antonio) | - San Antonio - San Jose - San Vicente - Soro-Soro - Santo Domingo - Santo Tomas - Timbao - Tubigan - Zapote |

## Hochschulen
In der Gemeinde befindet sich ein Campus der Polytechnic University of the Philippines.

## Persönlichkeiten
- Encarnacion Alzona (1895–2001), Historikerin, Hochschullehrerin und Suffragistin
- Ambrosio Rianzares Bautista (1830–1903), Rechtsanwalt und Verfasser der philippinischen Unabhängigkeitserklärung vom 12. Juni 1898